# Amplificatore controllato in tensione
L'amplificatore controllato in tensione, noto anche come VCA (dall'inglese Voltage Controlled Amplifier), è un dispositivo elettronico realizzato anche in tecnologia IC avente funzione di amplificatore.
La caratteristica particolare di questo circuito consiste nel metodo usato per controllare il livello del segnale di uscita, rispetto al segnale presente al suo ingresso. Il controllo viene effettuato tramite la variazione di una tensione continua applicata in un preciso punto del circuito; l'attenuazione del segnale in uscita risulta proporzionale alla tensione di controllo: quando questa aumenta, il segnale viene attenuato. I modelli più utilizzati di VCA nei sintetizzatori Moog sotto forma di circuito integrato sono basati sui Current Controlled Amplifier LM3080 e LM13700 con semplici circuiti di generazione della corrente di controllo.